# 잃어버린 시간을 찾아서
《잃어버린 시간을 찾아서》(프랑스어: À la recherche du temps perdu), 줄여서 La Recherche는 마르셀 프루스트가 1906년부터 1922년까지 집필하여 1913년부터 1927년까지 출간한 7권의 장편 소설로, 마지막 3권은 작가 사후 출판되었다. 이 소설은 정해진 사건들을 단순히 나열한 이야기나 화자의 회상이라기보다는, 문학, 기억, 시간에서의 심리적 반영과 관련이 있다. 그러나 장이브 타디에가 <프루스트와 그의 소설>에서 지적한 것처럼, 소설내 분산된 모든 요소들은, 프루스트의 부정적 또는 긍정적 경험을 통하여, 화자(이 소설의 주역이기도 한)가 마지막 권에서 예술과 문학의 의미를 알아차릴 때에, 서로간의 연관을 띄고 있음이 드러난다
때때로 《잃어버린 시간을 찾아서》는 당대 최고의 책으로 거론되곤 한다.

## 개요
잃어버린 시간을 찾아서는 총 7부로 구성되어 있다.
1. 〈스완네 집 쪽으로〉(Du Côté de chez Swann), 작가 스스로 비용 부담하여 1913년 그라세에서 출간; 1919년 갈리마르에서 개정판 출간.
2. 〈꽃피는 아가씨들 그늘에서〉(À l'ombre des jeunes filles en fleurs), 1919년 갈리마르에서 출간, 같은 해 공쿠르상 수상
3. 〈게르망트 쪽〉(Du côté de Guermantes), 총 두 권, 1920년-1921년 갈리마르에서 출간
4. 〈소돔과 고모라 I · II〉(Sodome et Gomorrhe), 1921년-1922년 갈리마르에서 출간
5. 〈갇힌 여자〉(La Prisonnière), 작가 사후 1923년 출간
6. 〈사라진 알베르틴〉(Albertine disparue), 작가 사후 1925년 출간, 원제 <도망간 여자> (La Fugitive)
7. 〈되찾은 시간〉(Le Temps retrouvé), 작가 사후 1927년 출간

이렇게 권을 나눈 것을 고려할 때에, 프루스트는 집필 활동과 출간을 병행하고 있으며, 소설에 대한 구상은 이 과정에서 변화한다.
르네 블룸 덕에 1913년 그라세에서 자비 출판으로 제1부가 나왔으나, (프루스트는 자신만의 문학적 특성을 유지했다) 뒤이어 벌어진 전쟁은 제2부의 출간을 방해하였고, 프루스트로 하여금 자신의 작품을 고칠 기회를 주는데, 매번 밤을 꼬박 새는 작업으로 그는 지쳐갔다. 작가는 타자기 원고뿐만 아니라 초고, 육필 원고 가릴 것 없이 계속 재작업했으며, 현 출판사와의 작업을 끝내고자 했다. 가스통 갈리마르가 편집자인 <누벨 르뷔 프랑세즈; NRF>는 1914년부터 그라세 출판사와의 편집 전쟁의 한가운데 속에 있었으나, 1913년 NRF의 편집위원장이던 앙드레 지드가 <스완네 집쪽으로>를 <르 피가로> 경영인 가스통 칼메트에게 헌정한 스노비즘의 책이라 평하며 출판을 거절하는 실수를 저질렀다. · 

### 스완네 집 쪽으로
스완네 집 쪽으로

## 분석

### 반영 요소
프루스트의 방식은 역설적이다. 작가의 사생활이 소설에 있어 큰 영향을 끼친 <잃어버린 시간을 찾아서>Research에서, 매우 구체적인 환경(20세기 초 프랑스 귀족 및 상류층 부르주아) 속에서 일어나는 사건들은 사소한 세부묘사 하나하나까지 묘사되어, 프루스트로 하여금 보편성에 이르게끔 한다. 마르셀 프루스트는 "나je라는 단어로 책을 시작하여야 했던 불행을 겪었고 그 직후, 보편법을 찾아내고자 탐구하는 것 대신, 나는 스스로 이 단어의 개체적이며 가증스러운 면을 분석했다"며 서술했다..

#### 영향
그렇지만 프루스트 작품의 철학과 미학은 당대의 사상과 완전히 단절할 수는 없었다.
- 아르투어 쇼펜하우어의 철학 : 앤 헨리는 프루스트에 있어 쇼펜하우어 철학의 영향을 첫째로 친다.[7],
- 가브리엘 타르드의 사회학[8],
- 인상주의,
- 리하르트 바그너의 음악,
- 드레퓌스 사건.

프루스트의 문체는 매우 독창적이다. 길고 복잡하게 구성되어 있는 프루스트의 문장은 그가 가장 자주 인용한 작가들 가운데 한 명인 생시몽 공작의 문체를 떠올리게 한다. 몇 문장은 독자가 그 문장의 구조를 살펴 그 엄밀한 의미를 파악하는 데에 일정 수준의 노력을 필요로 한다. 프루스트 당대의 사람들은 작가의 문체가 작가의 일상어와 얼추 가깝다는 점을 증언했다.
생시몽의 영향이란 면에서, 자크 드 라크르텔은 “짧지만 명확하며 고증이 철저한 <마르셀 프루스트와 생시몽 공작>이란 제목의 연구서를 쓴 미국인 교수 허버트 드 레이 씨는 프루스트가 묘사한 400명 가량의 귀족 인물들 태반은 <생시몽의 수상록>에 등장하는 이들의 이름을 따왔음을 확인했다”고 인용한다.."

#### 잃시찾의 시대와 장소에 관하여
잃시찾의 줄거리는 확실히 규정된 시간에서 펼쳐진다. 역사적 사건에 대한 수많은 언급은 잃시찾의 시간적 배경을 확실히 만든다. 아래가 그 예시이다.
- 베르뒤랭의 살롱을 자주 드나들기 시작했을 무렵의 스완은 엘리자궁에서 대통령 쥘 그레비와 어느날 식사를 한다; 베르뒤랭네는 강베타 장군의 장례식에 간다.[10].
- <꽃피는 아가씨 그늘에서>에서는 1896년 가을에 있었던 니콜라이 2세의 파리 방문이 언급된다.

비슷하게, 잃시찾 속의 장소들은 보통 실존하는 장소이다..
- 오데트 드 크레시가 스완을 만나던 시절, 그녀는 개선문 뒷편의 라 페루즈 로에 살고 있었다; 스완은 오를레앙 강변에 살고 있었다.
- 화자와 질베르트 스완은 샹젤리제 공원에서 논다.

### 주요 인물
- 화자
- 화자의 어머니
- 화자의 할머니
- 알베르틴
- 프랑수아즈

주요 인물 가계도.

- 샤를 스완 : 샤를 아스에서 영감을 따옴
- 오데트 스완 : 프루스트와 폴 부르제의 친구이던 로르 헤이먼(Laure Hayman)이 오데트의 모델로 추정됨
- 질베르트 스완
- 로베르 드 생루 ; 레옹 라지비우 공에게서 일부, 가스통 아르망 드 카이야베와 기슈 공에게서 영감을 받음
- 샤를뤼스 남작
- 게르망트 공작부인 : 주로 스트로스 부인, 슈비녜 백작부인, 엘렌 스탕디슈, 그레퓔 백작부인에게서 영감을 받음
- 베르뒤랭 부인 : 아르망 드 카이야베 부인에게서 일부 영감을 받음

이외에도 예술계(문학의 베르고트, 음악의 뱅퇴유, 회화의 엘스티르)와 의학(코타르 의사) 등을 대표하는 상징적인 인물들이 등장한다.

## 판본

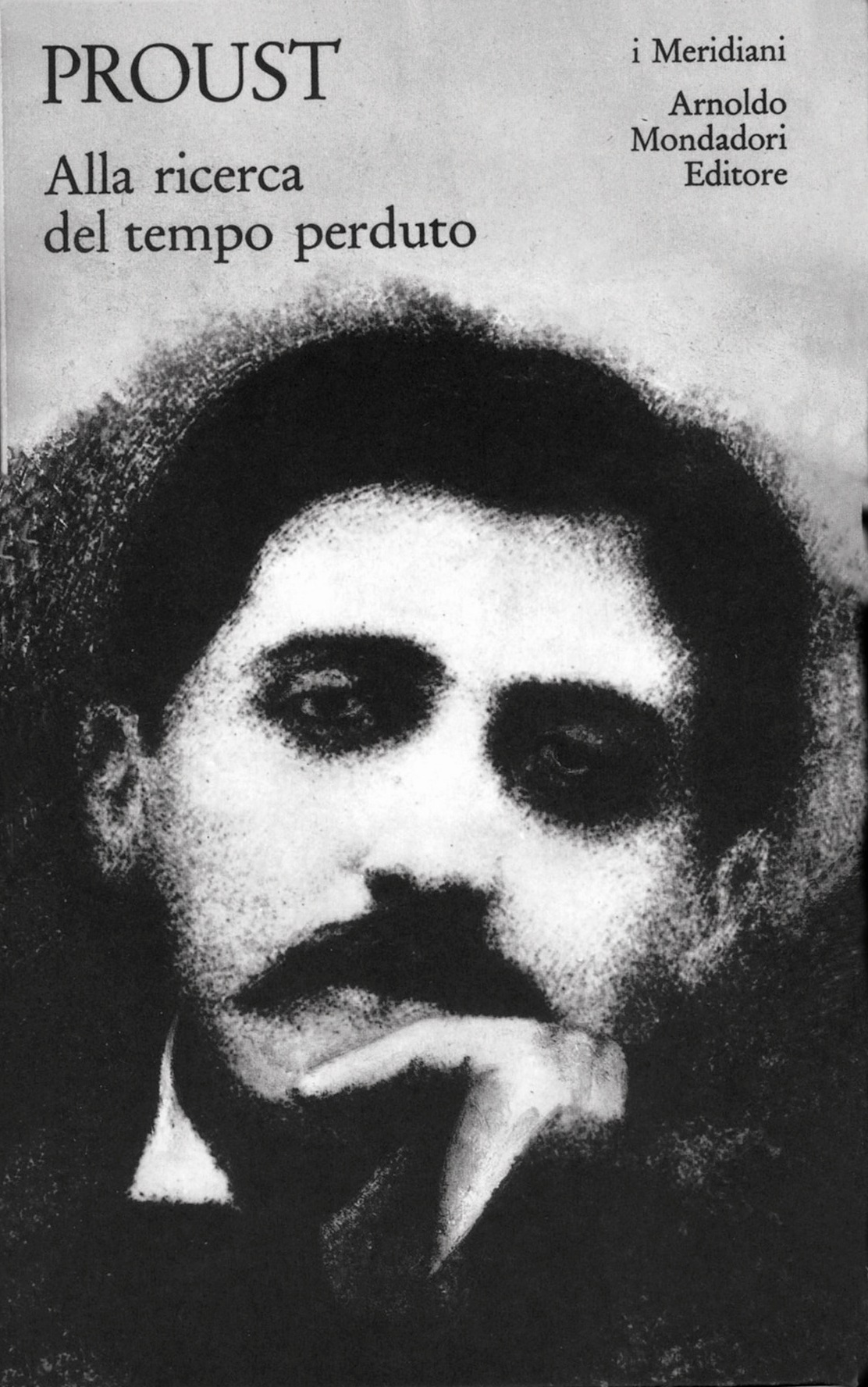
이탈리아어판, I Meridiani, Mondadori, 1983.

- 갈리마르 : 갈리마르에는 같은 텍스트를 둔 네 판본이 있다 :
  - 플레야드 : 총 4권, 가죽 양장, 주석과 이본 포함.
  - 폴리오 : 총 7권, 문고본
  - 블랑슈 총서 : 총 7권, 일반 판형
  - 카르토: 1권, 일반 판형
- 가르니예-플라마리용 : 총 10권, 문고본
- 리브르 드 포슈 : 총 7권, 문고본
- 부캥: 총 3권, 일반 판형
- 옴니뷔스: 총 2권, 일반 판형
- 잃어버린 시간을 찾아서 전집, 텔렘 출판사, André Dussollier, Guillaume Gallienne, Michaël Lonsdale, Denis Podalydès, Robin Renucci, Lambert Wilson 대독.

### 한국어 역본
- 정음사
- 국일미디어
- 펭귄
- 동서문화사
- 올재클래식스
- 민음사 (2022년 완간)

## 참고 문헌
개괄서
- Pierre Abraham, Proust, Paris, Rieder, 1930.
- Pierre Assouline, Autodictionnaire Proust, Paris, Omnibus, 2011.
- 사뮈엘 베케트, Proust, essai composé en anglais en 1930, traduit en français par É. Fournier, Paris, Éditions de Minuit, 1990.
- Annick Bouillaguet, Brian G. Rogers (dir.), Dictionnaire Marcel Proust, Paris, Honoré Champion, coll. « Dictionnaires et références », 2004.
- Maurice Bardèche, Marcel Proust romancier, Les Sept Couleurs, 1971.
- Georges Cattaui, Marcel Proust, Proust et son Temps, Proust et le Temps, préface de Daniel-Rops, Paris, Julliard, 1953.
- Philippe Chardin, Proust ou le bonheur du petit personnage qui compare, Paris, Honoré Champion, 2006.
- Philippe Chardin, Originalités proustiennes, Paris, Kimé, 2010.
- Pietro Citati, La Colombe poignardée, Proust et la Recherche, Paris, Gallimard, 1997.
- 앙투안 콩파뇽, Proust entre deux siècles, Paris, Le Seuil, 1989.
- Ernst Robert Curtius, Marcel Proust, Paris, La Revue Nouvelle, 1928.
- 질 들뢰즈, Proust et les signes, Paris, PUF, 1970.
- Ghislain de Diesbach, Proust, Paris, Perrin, 1991.
- Roger Duchêne, L'Impossible Marcel Proust, Paris, Robert Laffont, 1994.
- Jean-Paul & Raphaël Enthoven, Dictionnaire amoureux de Marcel Proust, Paris, Plon, 2013.
- Michel Erman, Marcel Proust, Paris, Fayard, 1994.
- Ramon Fernandez, À la gloire de Proust, Éditions de La Nouvelle Revue Critique, 1943 ; rééd. Paris, . ISBN 978-2-246-07522-6. |제목=이(가) 없거나 비었음 (도움말).
- Luc Fraisse, L'Éclectisme philosophique de Marcel Proust, Paris, Presses universitaires de Paris-Sorbonne, coll. "Lettres françaises", 2013.
- . ISBN 978-2-130-51075-8. OCLC 46634317. |제목=이(가) 없거나 비었음 (도움말).
- Edmond Jaloux, Avec Marcel Proust, Genève, La Palatine, 1953.
- Julia Kristeva, Le temps sensible : Proust et l'expérience littéraire, Paris, Gallimard, coll. "Folio Essai", 2000.
- Yves Lelong, Proust, la santé du malheur, Paris, Séguier, 1988.
- Giovanni Macchia, L'Ange de la Nuit (Sur Proust), Paris, Gallimard, 1993.
- Diane de Margerie, Proust et l'obscur, Paris, Albin Michel, 2010.
- 클로드 모리아크, Proust par lui-même, Paris, Le Seuil, 1953, coll. "Écrivains de toujours".
- 프랑수아 모리아크, Du côté de chez Proust, Paris, La Table ronde, 1947.
- 앙드레 모루아, À la recherche de Marcel Proust, Paris, Hachette, 1949.
- 앙드레 모루아, Le Monde de Marcel Proust, Paris, Hachette, 1960.
- 조지 D. 페인터, Marcel Proust, 2 vol., Paris, Mercure de France, 1966-1968, traduit de l'anglais et préfacé par Georges Cattaui ; édition revue, en un volume, corrigée et augmentée d'une nouvelle préface de l'auteur, Paris, Mercure de France, 1992.
- 가에탕 피콩, Lecture de Marcel Proust, Paris, Mercure de France, 1963.
- Léon Pierre-Quint, Marcel Proust, sa vie, son œuvre, Paris, Sagittaire, 1946.
- Jean-François Revel, Sur Proust, Paris, Grasset, 1987, coll. "Les Cahiers rouges".
- Jean-Pierre Richard, Proust et le monde sensible, Paris, Le Seuil, 1974.
- Ernest Seillière, Marcel Proust, Éditions de La Nouvelle Revue critique, 1931
- Anne Simon, Proust ou le réel retrouvé, Paris, PUF, 2000.
- 장이브 타디에, Marcel Proust, Paris, Gallimard, 1996, coll. "NRF/Biographies".
- 장이브 타디에, De Proust à Dumas, Paris, Gallimard, 2006, coll. "Blanche".
- Edmund White, Marcel Proust, Paris, Fides, 2001.

전공서
- 셀래스트 알바레Céleste Albaret (et Georges Belmont), Monsieur Proust, Robert Laffont, 1973
- Jacques Bersani (éd.), Les Critiques de notre temps et Proust, Garnier, 1971
- Catherine Bidou-Zachariasen, Proust sociologue. De la maison aristocratique au salon bourgeois, Descartes, 1997
- Maurice Blanchot, « L'étonnante patience », chapitre consacré à Marcel Proust dans le Livre à venir, Gallimard, 1959
- Brassaï, Marcel Proust sous l'emprise de la photographie, Gallimard, 1997
- 3. ISBN 978-2-051-00474-9. |제목=이(가) 없거나 비었음 (도움말).
- Alain Buisine, Proust et ses lettres, Presses Universitaires de Lille, coll. « Objet », 1983
- Joseph Czapski, Proust contre la déchéance : Conférence au camp de Griazowietz, Noir sur blanc, 2004 et 2011
- Serge Doubrovsky, La Place de la madeleine, Écriture et fantasme chez Proust, Mercure de France, 1974
- Robert Dreyfus, Souvenirs sur Marcel Proust (accompagnés de lettres inédites), Paris, Grasset, 1926
- Clovis Duveau, Proust à Orléans, édité par les Musées d'Orléans, 1998
- Michel Erman, Le Bottin proustien. Qui est dans "La Recherche" ?, Paris, La Table Ronde, 2010
- Michel Erman, Le Bottin des lieux proustiens, La Table ronde, 2011
- Luc Fraisse, L'Œuvre cathédrale. Proust et l'architecture médiévale, José Corti, 1990, 574 pages
- Louis Gautier-Vignal, Proust connu et inconnu, Robert Laffont, 1976
- Geneviève Henrot Sostero, Pragmatique de l'anthroponyme dans À la recherche du temps perdu, Paris, Champion, 2011
- Laure Hillerin, La comtesse Greffulhe, L'ombre des Guermantes 보관됨 2014-10-19 - 웨이백 머신, partie V, La Chambre noire des Guermantes consacrée à Marcel Proust
- Elisabeth Ladenson, Proust lesbien (préface d'Antoine Compagnon), Ed. EPEL 2004
- Nathalie Mauriac Dyer, Proust inachevé, le dossier Albertine disparue, Honoré Champion, 2005
- . ISBN 2-251-60276-3. |제목=이(가) 없거나 비었음 (도움말)
- Mireille Naturel et Patricia Mante-Proust, Marcel Proust. L’Arche et la Colombe, Michel Lafon, 2012
- Christian Péchenard, Proust à Cabourg ; Proust et son père ; Proust et Céleste, in Proust et les autres, La Table Ronde, 1999
- Léon Pierre-Quint, Comment travaillait Proust, Bibliographie, Les Cahiers Libres, 1928
- Georges Poulet, L'Espace proustien, Gallimard, 1963
- Henri Raczymow, Le Cygne de Proust, Gallimard, coll. "L'un et l'autre", 1990
- Henri Raczymow, Le Paris retrouvé de Marcel Proust, Parigramme, 1995.
- Jean Recanati, Profils juifs de Marcel Proust, Paris, Buchet-Chastel, 1979
- . ISBN 978-2-070-78443-1. OCLC 123176786. |제목=이(가) 없거나 비었음 (도움말)
- Jacqueline Risset, Une certaine joie. Essai sur Proust, Éditions Hermann, 2009
- . ISBN 978-2-070-12961-4. OCLC 688495564. |제목=이(가) 없거나 비었음 (도움말)

## 읽어 보기
한국어판
- 《잃어버린 시간을 찾아서 1 - 스완네 집 쪽으로 1》, 민음사 ISBN 978-89-374-8561-9
- 《잃어버린 시간을 찾아서 2 - 스완네 집 쪽으로 2》, 민음사 ISBN 978-89-374-8562-6
- 《잃어버린 시간을 찾아서 3 - 꽃핀 소녀들의 그늘에서 1》, 민음사 ISBN 978-89-374-8563-3
- 《잃어버린 시간을 찾아서 4 - 꽃핀 소녀들의 그늘에서 2》, 민음사 ISBN 978-89-374-8564-0
- 《잃어버린 시간을 찾아서 5 - 게르망트 쪽 1》, 민음사 ISBN 978-89-374-8565-7
- 《잃어버린 시간을 찾아서 6 - 게르망트 쪽 2》, 민음사 ISBN 978-89-374-8566-4
- 《잃어버린 시간을 찾아서 7 - 소돔과 고모라 1》, 민음사 ISBN 978-89-374-8567-1
- 《잃어버린 시간을 찾아서 8 - 소돔과 고모라 2》, 민음사 ISBN 978-89-374-8568-8
- 《잃어버린 시간을 찾아서 9 - 갇힌 여인 1》, 민음사 ISBN 978-89-374-8569-5
- 《잃어버린 시간을 찾아서 10 - 갇힌 여인 2》, 민음사 ISBN 978-89-374-8570-1
- 《잃어버린 시간을 찾아서 11 - 사라진 알베르틴》, 민음사 ISBN 978-89-374-8571-8
- 《잃어버린 시간을 찾아서 12 - 되찾은 시간 1》, 민음사 ISBN 978-89-374-8572-5
- 《잃어버린 시간을 찾아서 13 - 되찾은 시간 2》, 민음사 ISBN 978-89-374-8573-2

ㄴ전13권 (2022년 11월 18일 완간)
- 《잃어버린 시간을 찾아서》, 국일미디어 ISBN 89-7425-180-9

한국어판 만화책
- 《잃어버린 시간을 찾아서》 (열화당, 1999~2007)

관련된 책들
- 《프루스트를 좋아하세요》, 알랭 드 보통, ISBN 89-8498-442-6
- 《Figures III》, Gérard Genette, Paris: Seuil, 1972

## 같이 보기
- 르 몽드가 선정한 세기의 도서 100권
- 모노노 아와레